# 李德生 (地质学家)
李德生（1922年10月17日—），男，籍贯江苏苏州，生于上海，中国石油地质学家，中国石油天然气集团公司北京石油勘探开发科学研究院总地质师、教授级高级工程师。

## 生平
1945年毕业于国立中央大学地质系。1991年当选为中国科学院学部委员（院士）。2001年当选为第三世界科学院院士。